# Funderset fritidsby
Funderset fritidsby  är en bebyggelse öster om Höör i Hörby kommun.  Bebyggelsen klassades 2020 som en småort.